# Стен Никълс
Стен Никълс (на английски: Stan Nicholls) е британски журналист и писател на бестселъри в жанра фентъзи и научна фантастика.

## Биография и творчество
Стен Никълс е роден през 1949 г. в Лондон, Англия. Семейството му е бедно и няма много възможности за четете на книги, но въпреки това е привлечен от писаното слово. Още на 10 години пише първото си фантастично произведение. През юношеските си години продължава да пише фензини заедно със свои приятели привлечени от жанра.
Напуска училище на 14 г. и започва работа към малка експортна агенция, която изнася британска литература за американските университети и библиотеки, вкл. за Библиотеката на конгреса на САЩ. Така той може да чете почти всичко публикувано. Работи за агенцията в продължение на 6 г., когато с двама свои приятели през 1970 г. основават книжарницата „Bookends“ в кв. „Нотинг Хил“, Лондон. Тя е с насоченост към продажбата и по-голям избор на научна фантастика, фентъзи и комикси. Бизнесът не върви добре и след намесата на полицията срещу продажбата на американски ъндърграунд комикси са принудени да я закрият.
От 1971 г. Стен Никълс продължава да работи като управител на книжарницата за научнофантастична литература „Dark They Were and Golden Eyed“, която е една от най-големите и известни по това време. След пет години от 1976 г. става първият управител на оригиналния магазин „Forbidden Planet“ в Лондон от 1976 г., и участва в изграждането и експлоатацията на клона в Ню Йорк.
Независимо от различните работни места Стен Никълс опитва да пише още когато е на 16 г. От 1973 г. работи и като редактор с издателствата „Penguin“, „Rider Books“ и „Sphere Books“, като участва в публикуването на над 40 книги. В периода 1981 – 1998 г. е редактор към издателствата Pan Books, Random House и Orbit, и към литературна агенция Carnell. Работата му като редактор го научава как не би трябвало да пише, за да бъде писател.
През 1981 г. решава да напусне бизнеса и да премине изцяло към своето писателско и журналистическо поприще. В продължение на шест години пише като критик за фентъзи и научна фантастика към списание „Time Out“, където продължава да пише като колумнист. Негови статии се публикуват в „The Guardian“, „The Independent“, „The Daily Mirror“, „Time Out“, „Sight and Sound“, „Rolling Stone“, „SFX“ и „Locus“, както и в много други.
Своята писателска кариера започва с книги за деца, комикси, романизации на филми, разкази и докуметалистика. Постепенно се насочва към фентъзито и художествената литература за възрастни.
Най-известните серии на Стен Никълс са „Орки: Първа кръв“ и „Орки: Кръвна вражда“. В тях орките са развити като самостоятелна раса и са представени като положителни същества за разлика от произведенията на Толкин (Властелинът на пръстените). Романите са развити в два тематични пласта. В горния пласт е занимателния и завладяващ сюжет на романа, а в долния пласт с хиперболистични художествени средства се прави социален коментар на съвременния свят.
Произведенията на Стен Никълс са включени в списъците на бестселърите на „Ню Йорк Таймс“. Те са преведени на над 20 езика по целия свят.
През 2007 г. Стен Никълс е удостоен с награда за цялостен принос във фантастичната литература на фестивала „Тролове и легенди“ в Монс, Белгия. Председател е на комисията за годишните награди „Дейвид Джемел“ за фентъзи, чиято първа презентация е на 19 юни 2009 г.
В допълнение на своята творческа дейност писателят преподава литературата и журналистика в курсове към Университета на Лондон и в Уестминстърския институт за обучение на възрастни.
Стен Никълс живее със съпругата си в Уест Мидландс, Англия.
Съпругата му Ан Никълс е психотерапевт и пише книги за самопомощ и журналистически статии по името си, а под псевдонима Ан Гей пише фентъзи и научна фантастика.

## Произведения

### Самостоятелни романи
- Gladiators Game Book No 1 (1992)
- Tom and Jerry: The Movie (1993)
- Cool Zool (1995)
- Fade to Black (1997)
- The Awakening (1997)
- Strange Invaders (1998)

### Серия „Хрониките на Нощната сянка“ (Nightshade Chronicles)
1. The Book of Shadows (1996)
2. The Shadow of a Sorcerer (1997)
3. A Gathering of Shadows (1998)

### Серия „Орки: Първа кръв“ (Orcs: First Blood)
1. Пазителят на светкавицата, Bodyguard of Lightning (1999)
2. Легион на гръмотевицата, The Legion of Thunder (1999)
3. Войни на бурята, Warriors of the Tempest (1999)

- Orcs (2004) – сборник с епилог
 Орки, изд.: ИК „Бард“, София (2005), прев. Юлиян Стойнов

### Серия „Куиксилвър“ (Quicksilver)
1. Quicksilver Rising (2003) – издаден и като „The Covenant Rising“
2. Quicksilver Zenith (2004) – издаден и като „The Righteous Blade“
3. Quicksilver Twilight (2006) – издаден и като „The Diamond Isle“

### Серия „Орки: Кръвна вражда“ (Orcs: Bad Blood)
1. Weapons of Magical Destruction (2006)
Оръжия за магическо унищожение, изд.: ИК „Бард“, София (2010), прев. Валерий Русинов
2. Army of Shadows (2008)
Войнство на сенките, изд.: ИК „Бард“, София (2010), прев. Валерий Русинов
3. Inferno (2011)

### Участие в общи серии с други писатели

#### Серия „Спайдърмен“ (Spider-Man)
- Hobgoblin (1996)

от серията има още 34 романа от различни автори

### Сборници
- Thirteen More Tales of Horror (1994) – с Дейвид Белбин, Колин Грийланд, Даян Хох, Гари Килуорт, Греъм Мастерсън, Сюзън Прайс, Филип Пулман и Крис Уестууд

### Разкази (част)
- Spoil (1993)
- Softies (1994)
- Picking Up the Tab (1995)
- The Taking (2000)
- Polly Put the Mockers On (2001)
- Juice (2011)

### Комикси
- Orcs: Forged for War (2011)

### Документалистика
- Ken and Me (1993) – с Уилям Роча
- Wordsmiths of Wonder: 50 Interviews with Writers of the Fantastic (1993)
- Gerry Anderson: The Authorised Biography (1996) – със Саймън Арчър